# Camelot Group
 (juillet 2023).
La mise en forme du texte ne suit pas les recommandations de Wikipédia : il faut le « wikifier ».
Les points d'amélioration suivants sont les cas les plus fréquents :
- Les titres sont pré-formatés par le logiciel. Ils ne sont ni en capitales, ni en gras.
- Le texte ne doit pas être écrit en capitales (les noms de famille non plus), ni en gras, ni en italique, ni en « petit »…
- Le gras n'est utilisé que pour surligner le titre de l'article dans l'introduction, une seule fois.
- L'italique est rarement utilisé : mots en langue étrangère, titres d'œuvres, noms de bateaux, etc.
- Les citations ne sont pas en italique mais en corps de texte normal. Elles sont entourées par des guillemets français : « et ».
- Les listes à puces sont à éviter, des paragraphes rédigés étant largement préférés. Les tableaux sont à réserver à la présentation de données structurées (résultats, etc.).
- Les appels de note de bas de page (petits chiffres en exposant, introduits par l'outil «  Source ») sont à placer entre la fin de phrase et le point final[comme ça].
- Les liens internes (vers d'autres articles de Wikipédia) sont à choisir avec parcimonie. Créez des liens vers des articles approfondissant le sujet. Les termes génériques sans rapport avec le sujet sont à éviter, ainsi que les répétitions de liens vers un même terme.
- Les liens externes sont à placer uniquement dans une section « Liens externes », à la fin de l'article. Ces liens sont à choisir avec parcimonie suivant les règles définies. Si un lien sert de source à l'article, son insertion dans le texte est à faire par les notes de bas de page.
- La présentation des références doit suivre les conventions bibliographiques. Il est recommandé d'utiliser les modèles {{Ouvrage}}, {{Chapitre}}, {{Article}}, {{Lien web}} et/ou {{Bibliographie}}. Le mode d'édition visuel peut mettre en forme automatiquement les références.
- Insérer une infobox (cadre d'informations à droite) n'est pas obligatoire pour parachever la mise en page.

Pour une aide détaillée, merci de consulter Aide:Wikification.
Si vous pensez que ces points ont été résolus, vous pouvez retirer ce bandeau et améliorer la mise en forme d'un autre article.

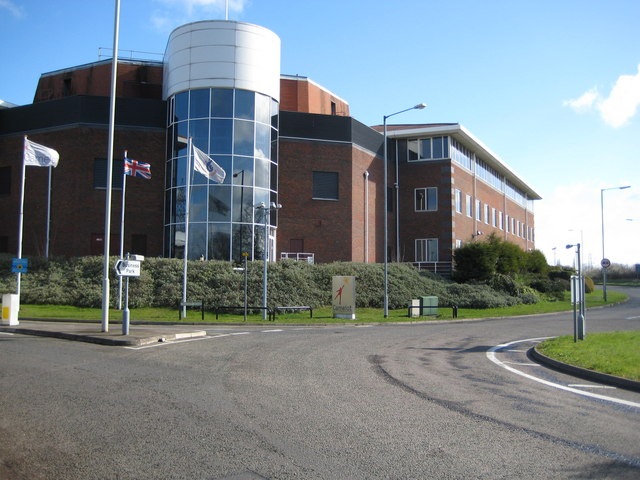
Siège de Camelot à Watford

Le Groupe Camelot est l'opérateur de la Loterie Nationale du Royaume-Uni dont la période de franchise actuelle a commencé en 2009 et se termine en février 2024. Il gère également la Illinois State Lottery dans l'État de l'Illinois aux États-Unis depuis 2018. Les sociétés du Groupe Camelot, dont Camelot UK Lotteries Limited est la filiale opérant la Loterie Nationale du Royaume-Uni, sont détenues par la société de portefeuille Premier Lotteries Investments UK Limited, dont le parent ultime est l'Ontario Teachers' Pension Plan, un fonds d'investissement canadien.

## Histoire

Les guichets pour la Loterie nationale du Royaume-Uni, exploitée par Camelot depuis 1994

### Développement au Royaume-Uni
Camelot a été formé en tant que consortium pour soumissionner pour le projet de Loterie Nationale. Les principaux partenaires étaient International Computers Limited (ICL), fournissant du matériel, des logiciels et une expertise en intégration de systèmes ; Racal, responsable du réseau de communication ; et Cadbury Schweppes, apportant une expérience en marketing des consommateurs et une connaissance du monde des détaillants de coin de rue. De La Rue a apporté des connaissances sur la technologie d'impression sécurisée, et GTECH Corporation a été choisi comme fournisseur d'applications logicielles. Le personnel a été détaché des entreprises partenaires, pour être transféré au Groupe Camelot lorsque l'offre a été remportée.
Des cadres supérieurs tels que Tim Holley ont été attirés par le projet par la promesse de gros bonus si l'offre était réussie. Cela a causé de l'embarras plus tard lorsque le gouvernement travailliste entrant, en particulier Chris Smith, le secrétaire à la Culture, a critiqué publiquement Camelot et ses cadres pour des salaires et des primes excessivement généreux.
Le Groupe Camelot a obtenu la franchise de la Loterie Nationale en mai 1994. Il a remporté l'appel d'offres contre Sir Richard Branson qui proposait de créer une structure à but non lucratif, une idée qui n'a pas séduit la Commission des Jeux.
Le nom Camelot est reflété dans les véritables machines de loterie utilisées pour le tirage de la Loterie Nationale, qui portent les noms de personnages, de lieux et d'objets de la Légende arthurienne (Guenièvre, Lancelot, Excalibur, Arthur, etc.).
En 2004, la loterie transnationale EuroMillions est entrée sur le marché de la loterie du Royaume-Uni.
La troisième période de licence de Camelot a commencé le 31 janvier 2009 ; l'argent donné à des causes nobles a été augmenté, et la commission des détaillants est passée de 5% à 6%. La troisième licence est valable pour une période de dix ans avec la possibilité de prolonger de cinq ans supplémentaires. En mars 2009, Camelot a annoncé un programme de réductions d'effectifs pour réduire les coûts dans toute l'entreprise.
En mars 2012, la Commission de la Loterie Nationale a prolongé la licence de Camelot de quatre ans jusqu'en 2023, à condition que Camelot fournisse 1,7 milliard de livres supplémentaires pour des causes nobles grâce à la loterie.
En octobre 2013, Camelot a doublé le prix du billet de son principal jeu de Loterie Nationale, le Lotto, pour le porter à £2, dans le but d'augmenter les ventes de billets. Les analystes ont noté que pendant la période de deux ans qui a suivi, les fonds levés pour des causes nobles par la Loterie Nationale ont diminué de £100 millions.
En novembre 2017, Nigel Railton a été nommé PDG du groupe Camelot en pleine chute des ventes de billets de loterie. Nigel Railton avait occupé le poste de PDG par intérim depuis le départ d'Andy Duncan en avril 2017.
Le siège social de Watford était auparavant le site d'une usine de Scammell Lorries Limited.

### Développement international
En mars 2010, le Régime de retraite des enseignantes et des enseignants de l'Ontario du Canada a annoncé qu'il achetait Camelot pour £389 millions,.
En octobre 2013, Premier Lotteries Ireland, un consortium comprenant le groupe Camelot et An Post, a remporté la licence pour gérer la loterie de l'Irlande pendant 20 ans jusqu'en 2034.
En janvier 2018, le groupe Camelot est devenu le nouvel opérateur de la Loterie de l'État de l'Illinois aux États-Unis. L'État de l'Illinois a été le premier aux États-Unis à privatiser son système de loterie,.
En février 2023, Allwyn AG a annoncé l'acquisition réussie de UK Lotteries Limited de Camelot du Régime de retraite des enseignantes et des enseignants de l'Ontario. L'accord a été approuvé par la Commission des jeux de hasard du Royaume-Uni. Bien qu'Allwyn n'ait pas divulgué la valeur exacte de l'acquisition, elle a été estimée à 100 millions de livres.

### Perte de licence
Un concours de renouvellement de franchise a été lancé en 2019 et le groupe Camelot a été confronté à plusieurs offres concurrentes pour maintenir le contrat, dont une de Northern & Shell (opérateur de The Health Lottery).
En mars 2022, la Commission des jeux de hasard a annoncé que la licence de la Loterie nationale de Camelot ne serait pas renouvelée, et la franchise a été attribuée à la place à Allwyn Entertainment Ltd, un opérateur international de loteries appartenant au milliardaire tchèque Karel Komárek. Camelot a été retenu comme « candidat de réserve »,. En novembre 2022, il a été annoncé qu'Allwyn Entertainment Ltd. avait acquis Camelot UK Lotteries Limited. L'acquisition a été finalisée en février 2023.